# Pierre de Capoue, le mineur
Pierre de Capoue, ou Petrus Capuanus en italien, né à Amalfi, en Campanie, alors dans le royaume de Naples, et mort le 21 mars 1242, est un cardinal italien de l'Église catholique du XIIIe siècle, nommé par le pape Honoré III. Il est un neveu du cardinal Pierre de Capoue, le majeur (1193).

## Biographie

### Début de carrière
Pierre appartenait à une illustre famille lombarde d'Amalfi. Son oncle était cardinal-prêtre de San Marcello al Corso. Le nom du père de Pierre est incertain, mais il se pourrait que ce soit le frère du cardinal, Manso, qui reçut les bains royaux d'Amalfi du roi Frédéric II en 1205, et dont l'existence est connue grâce à des documents datant d'entre 1180 et 1213. Pierre avait un frère nommé Jean, qui contrôlait la comestabulia militaris (connétablie militaire) et plusieurs fiefs à Carinola et Mondragone sous Frédéric II. Un contemporain et parent, Giovanni Capuano, était archevêque d'Amalfi.
Pierre naquit vers 1180. Il étudia la philosophie et la théologie à l'université de Paris, l'alma mater de son oncle. Lorsque ce dernier vint en France pour affaires officielles en 1198, il obtint pour Pierre des prébendes dans les cathédrales de Paris et de Sens, ainsi qu'un bénéfice de l'abbaye Saint-Martin de Tours pour le soutenir dans ses études, mais en 1206, Pierre abandonna son bénéfice de Tours. À la même époque, il obtint un doctorat en théologie et commença à enseigner à l'université.
Il reste encore de nos jours deux sermons de Pierre dans un recueil dorénavant conservé à la Bibliothèque nationale de France (MS nouv. acq. lat. 999). Le premier prend comme point de départ le premier verset d'Abdias et, utilisant des images de croisade, exhorte l'auditoire à tenir compte de l'appel du Christ à combattre le péché. L'autre était basé sur le Cantique des Cantiques 1:6 et s'adressait à un public de croisés. Après son accession à la papauté en 1216, Honorius III entama une correspondance avec Pierre, faisant de lui l'un des professeurs parisiens les plus célèbres.

### Patriarche et cardinal
Fin 1218 ou début 1219, Honorius III nomma Pierre sous-diacre et le fit venir à Rome. Le 25 avril 1219, il le nomma au patriarcat latin d'Antioche, alors vacant. Dans la lettre annonçant sa nomination, Honorius le loua comme « un homme très estimé pour ses connaissances, son caractère et sa réputation ». En octobre 1219, avant que Pierre ne soit consacré ou ne parte pour Antioche, il fut nommé cardinal-diacre de San Giorgio in Velabro lors d'un lors du consistoire et Rainier fut choisi à sa place pour Antioche. Le 5 octobre, Pierre était présent en tant que cardinal lorsqu'Honorius rétablit le diocèse de Terni. Il fut probablement l'un des conseillers à l'origine de la constitution papale Super speculam, promulguée le 16 novembre, qui interdisait l'enseignement du droit à l'Université de Paris. Il était avec Honorius à Orvieto en juin 1220.
En tant que cardinal, Pierre resta principalement attaché à la Curie romaine. Il ne dirigea jamais de légation ni n'occupa de poste administratif. À la curie, il défendait les intérêts de l'Église de France. Il était également considéré comme un allié de Frédéric II. En 1221, avec le cardinal Thomas de Capoue, il soutint la nouvelle loi proposée par l'archevêque Pierre II de Naples, qui aurait protégé les biens ecclésiastiques de la confiscation. En 1222, Frédéric II le contacta lorsque les agissements de l'intendant impérial Gunzelin von Wolfenbüttel (de) et de Berthold von Urslingen (en) dans le duché de Spolète indignèrent Honorius. En 1223, lorsque Frédéric II plaça sous protection royale le monastère de San Pietro della Canonica ad Amalfi, fondé par la famille de Pierre, il qualifia Pierre de « notre ami ». En 1225, des ambassadeurs d'Angleterre contactèrent un groupe de cardinaux, dont Pierre, afin d'attirer l'attention du pape sur le conflit anglo-français en cours.
En 1227, en tant qu'auditeur pontifical, Pierre annula l'élection d'un certain Thomas au diocèse de Fondi. En 1228, il fut membre du comité de cardinaux qui examina Walter d'Eynsham (en), le jugea théologiquement inapte et recommanda au pape Grégoire IX d'annuler son élection comme archevêque de Canterbury. Le 11 mai 1230, il rejeta une plainte des Hospitaliers de San Basilio à Rome contre la décision de Grégoire IX d'accorder le monastère de San Damiano in terra Arnolfi aux Cisterciens. Cette affaire fut jugée jusqu'en 1244, mais les Hospitaliers perdirent encore.
En 1232-1233, Pierre obtint gain de cause auprès du chapitre général des Cisterciens pour que le prieuré San Pietro della Canonica soit transformé en abbaye à part entière sous l'autorité de l'abbaye de Fossanova. En 1234, le pape l'envoya, avec le cardinal-évêque Jean Halgrin, en mission diplomatique à la cour de Frédéric II. Leur mission était de persuader Frédéric de soumettre son conflit avec la Ligue lombarde à l'arbitrage papal. En février 1236, il se rendit avec le pape à Viterbe pour entendre la requête de Bologne visant à excommunier sa rivale, Modène. Peu après, le pape signa sa dernière bulle le 26 février.
Bien que la mort de Pierre soit généralement située en 1242[10], il semble plus probable qu'il soit décédé l'année de sa dernière apparition. Quatre nécrologes différents attribuent sa mort à trois dates différentes : le 23 mars pour celles de Mont-Cassin et de San Ciriaco de Camiliano (en), le 22 mars pour celle de Rouen et le 21 mars pour celle de Paris. La première date est la plus probable.
Durant sa carrière, Pierre participa à l'élection papale de 1227 lors de laquelle Grégoire IX est élu, à l'élection de 1241 de Célestin IV et à l'élection d'Innocent IV, mais il meurt pendant cette dernière élection. Pierre de Capoue est l'auteur de l'Ars concionandi = Rosa alphabetica et de Summa (philosophie).